# Psammoryctides lastoschkini
Psammoryctides lastoschkini är en ringmaskart som först beskrevs av Jaroschenko 1948.  Psammoryctides lastoschkini ingår i släktet Psammoryctides och familjen glattmaskar. Inga underarter finns listade i Catalogue of Life.